# 暴れ豪右衛門
『暴れ豪右衛門』（あばれごうえもん）は、1966年製作の日本映画。

## 上映データ
| 公開日 上映時間 | 1966年（昭和41年）                  | 1月15日                             | 日本                                | 100分                               |
| サイズ          | モノクロ                            | 東宝スコープ                        |                                     |                                     |
| 同時上映        | 『喜劇 駅前弁天』（監督：佐伯幸三） | 『喜劇 駅前弁天』（監督：佐伯幸三） | 『喜劇 駅前弁天』（監督：佐伯幸三） | 『喜劇 駅前弁天』（監督：佐伯幸三） |

## キャスト
- 信夫の豪右衛門：三船敏郎
- 小笹：乙羽信子
- 弥籐太：佐藤允
- 隼人：田村亮
- あやめ：大空真弓
- 兵六：天本英世
- 権爺：小杉義男
- 助市：山本廉
- 平吉：荒木保夫
- 又八：草川直也
- 茂十：堺左千夫
- 三蔵：榊田敬二
- ちよ：田辺和佳子
- 朝倉孝景：平田昭彦
- 梓姫：星由里子
- 江但馬：西村晃
- 神保十郎：黒部進
- 武部庄左衛門：田島義文
- 矢田景昌：清水元
- 田毎：塩沢とき
- 服部無手右衛門：加東大介
- 錣の鯱兵衛：富田仲次郎
- 戸ケ谷の四郎五郎：佐々木孝丸
- 白峯の蟹右衛門：上田吉二郎
- 近江屋幸吉：向井淳一郎
- 洗馬の安兵衛：沢村いき雄
- 加賀の長老：池田生二
- 老僧：吉頂寺晃

## スタッフ
| 製作              | 清水雅               |
| 製作補            | 森岩雄               |
| 企画              | 藤本真澄             |
| 脚本              | 井手雅人、稲垣浩     |
| 音楽              | 石井歓               |
| 撮影              | 山田一夫             |
| 美術              | 植田寛               |
| 録音              | 西川善男             |
| 照明              | 大野晨一             |
| 編集              | 岩下広一             |
| 製作担当者        | 根津博               |
| 整音              | 下永尚               |
| スチール          | 秦大三               |
| 合成              | 三瓶一信             |
| 音響制作          | 東宝サウンドスタジオ |
| プロデューサー    | 田中友幸             |
| 監督              | 稲垣浩               |
| 映像制作 スタジオ | 東宝撮影所           |
| 配給              | 東宝                 |